# Refaktie
Refaktie  (niederländisch; französisch réfaction, englisch abatement, lateinisch refectio; „Wiederherstellung“) ist ein Ausdruck aus der Kaufmannssprache für:
1. einen Abzug vom Nettogewicht und vom Kaufpreis. Der Abzug erfolgt für schadhafte oder unbrauchbare Teile der Ware, etwa bei Kaffee, Tee oder Gewürznelken, auch Fusti (italienisch Fusto = Stängel, Stiele, Pl.Fusti  genannt[1]), aufgrund Vertrages oder Handelsbrauchs § 380 Abs. 2 HGB,
2. die ursprüngliche Bezeichnung der im Eisenbahnfrachtwesen an einen einzelnen Befrachter am Schlusse des Jahres gestellte Vergütung für starke Benutzung einer Bahn.[2]
3. eine freiwillig oder unter besonderen Bedingungen vertraglich vereinbarte Rückvergütung (Bonifikation) bei der Frachtberechnung.